# Diocese de Soissons

Localização da Diocese

A Diocese de Soissons, Laon e Saint-Quentin (em latim: Dioecesis Suessionensis, Laudunensis et Sanquintinensis; em francês: Diocèse de Soissons, Laon et Saint-Quentin) é uma circunscrição eclesiástica da Igreja Católica na França. Sufragânea da Arquidiocese de Reims, a diocese corresponde, com a exceção de dois povoados, a todo o departamento de Aisne.

## Território
A diocese inclui o departamento francês de Aisne, com exceção de duas cidades.
A diocese fica na cidade de Soissons, onde fica a Catedral de Soissons. Em Laon está a Catedral de Notre-Dame de Laon.
O território está dividido em 43 paróquias.

## História
A diocese foi erguida no século III. Era originalmente um sufragânea da Arquidiocese de Reims.
Na Alta Idade Média Soissons foi sede de vários concílios importantes da França, presidida pelos reis carolíngios.
Durante o Antigo Regime, o Bispo de Soissons tinha o privilégio de ungir os reis da França durante a cerimônia de coroação, no lugar dos arcebispos de Reims se caso a sede estivesse vaga.
Após a Concordata de 1801 com a bula Qui Christi Domini do Papa Pio VII em 29 de novembro de 1801 a diocese de Laon foi suprimida e seu território foi anexado a diocese de Soissons, que se tornou sufragânea da Arquidiocese de Paris. Ao mesmo tempo, uma parte da suprimida diocese de Noyon foi incorporada a diocese de Soissons.
Em 6 de outubro de 1822, como resultado da bula Paternae charitatis do mesmo Papa Pio VII, voltou a ser sufragânea da arquidiocese de Reims.
Em 13 de junho de 1828, o Papa Leão XII autorizou os bispos de Soissons a adicionarem ao seu título o de Laon.
Em 11 de junho de 1901, o Papa Leão XIII também concedeu ao bispo o título de bispo de Saint-Quentin, cidade que durante o Antigo Regime foi a residência dos bispos de Noyon e está incluída no território da diocese.

## Bispos de Soissons

### Até o ano 1000
- São Sisto
- São Sinício
- São Diviciano (c. 310-20)
- Rufino
- Filieno
- Mercúrio (c, 347)
- São Onésimo (c. 350–361); São Onésimo I
- Vicente
- Luberano
- Onésimo II.
- São Edíbio (c. 431-62); São Édibo (c. 451)
- São Princípio (462–505), irmão de Remígio de Reims; (c 474-antes de 511)
- São Lupo (505–35) († após 533)
- São Baldário (535–545), que Clotário I exilou durante sete anos na Britânia, onde trabalhou como jardineiro num mosteiro
- Anectário († 573)
- Teobaldo I.
- Droctigisilo († c. 589)
- Tondulfo
- Landulfo
- São Ansérico (623–52) († c. 652)
- Betoleno
- São Drausino (657–76), fundador do mosteiro de Notre Dame de Soissons e da Abadia de Rethondes; († c. 674)
- Varemberto
- St. Adalberto (677–85) (c. 680)
- St. Gaudino (685–707), assassinado por usurários; († 707)
- Macário
- Galcoíno
- Gobaldo
- Huberto (Gerarberto)
- Maldaberto
- Deodato I.
- Hildegodo (c. 765)
- Rotado (814–831)
- Rotado (832–869), famoso por sua briga com Incmaro;
- Bertário
- Ansalão
- Rotado II. (832–869)
- Rotado III.
- Engelmundo
- Hildebudo (871–885)
- Riculfo (884–902)
- Rodoíno († c. 909)
- Abão (ministro da justiça francês) 922–931, † 937)
- Guido de Anjou († 973)
- Guido de Amiens († 995)

### 1000–1500
- Fulco († 1017)
- Deodato II
- Beroldo († 1052)
- Hedão († 1064)
- Adelardo († 1072
- Teobaldo de Pierrefonds († 1080)
- Ursião (1080, deposto)
- Arnuel de Paméle (1081–1082)
- Ingelram
- Hilgodo (c.1087–1090)
- Henry (1090–1101)
- Hugo de Pierrefonds (1101–1103)
- Manasses de Soissons (1103–1108) (antes Bispo de Cambrai, Rollonide)
- Liziardo de Crépy (1108-† c.1126)
- Juscelino de Vierzy (1126–1152), escreveu uma explicação do Credo dos Apóstolos e do Pai Nosso
- Ansculfo de Pierrefonds (1152–1158)
- Hugo de Champfleury (1159–75), chanceler de Luís VII de França; [(1158–1175) (Chanceler da França 1150–1172)
- Nivelão de Chérizy (1175–1207)
- Aimardo de Provins (1219)
- Tiago de Bazoches (1219–1242)
- Raul de Couduno (1245–1250)
- Guido de Château Porcein (1245–50), que acompanhou St. Louis na Cruzada e foi morto na Palestina; Guy de Châteauporcien (1250–126)
- Nivelão de Bazoches (1262–1290)
- Milão de Bazoches (1290–1296)
- Gerardo de Montcornet (1296–1313)
- Guido de La Charité (1313–1331)
- Gerardo de Courtonne (1331–1349)
- Pedro de Chappes (1349–1362)
- Guilherme Bertrand (1362–1404)
- Simão de Bucy (1404–1413)
- Vitor de Camerin (1413–1422)
- Nicolau Graiberto (1422–1442)
- Reinaldo de Fontaines (1442–1503)

### 1500–1790
- Jean Milet (1503–1513)
- Claude de Louvain (1513–1519)
- Foucault de Bonneval (1519–1532) (depois Bispo de Bazas 1532)
- Symphorien de Bullioud (1533–1557)
- Mathieu de Longuejoue (1557–1585)
- Charles de Roucy (1585–1619)
- Jérôme Hennequin (1619–1623)
- Charles de Hacqueville (1623–1656)
- Simon Legras (1656–1685)
- Pierre Daniel Huet (1685–1689) (não empossado)
- Charles de Bourlon (1689–1714)
- Fabio Brulart de Sillery (1714–1730)
- Jean-Joseph Languet de Gergy (1730–1738) (depois Arcebispo de Sens 1738, † 1753)
- Charles-François Lefévre de Laubrière (1738–1764)
- François de Fitz-James (1764–1790) (último sob o Antigo Regime)

### A partir de 1800
- Henri-Claude de Bourdeilles (1801, † 1802)
- Jean-Claude Le Blanc de Beaulieu (1802–1820) (depois Bispo de Arles 1820, † 1825)
- Guillaume Aubin de Villèle (1820–1824) (depois Bispo de Bourges 1824)
- Jules François de Simony (1824–1847, † 1849)
- Paul-Armand de Cardon de Garsignies (1847–1860)
- Jean-Joseph Christophet (1860–1863)
- Jean Dours (1863–1876, † 1877)
- Odon Thibaudier (1876–1889) (depois Bishop de Cambrai 1889, † 1892)
- Jean-Baptiste Théodore Duval (1889–1897)
- Augustin Victor Deramecourt (1898–1906)
- Pierre Louis Péchenard (1906–1920)
- Charles-Henri-Joseph Binet (1920–1927) (depois Arcebispo de Besançon 1927, † 1936)
- Ernest Victor Mennechet, 1928–1946
- Pierre Auguste Marie Joseph Douillard (1946–1963)
- Alphonse Gérard Bannwarth (1963–1984)
- Daniel Labille (1984–1998) (depois Bispo de Créteil)
- Marcel Paul Herriot (1999–2008)
- Hervé Jean Robert Giraud (2008–2015)
- Renauld Marie François Dupont de Dinechin (2015–atual)